# Sussaba cognata
Sussaba cognata là một loài tò vò trong họ Ichneumonidae.